# Soul of a Man (brano musicale)
Soul of a Man, anche conosciuto come The Soul of a Man, è un gospel blues composto da  Blind Willie Johnson e inciso per la prima volta il 20 aprile del 1930 ad Atlanta (Georgia) dallo stesso autore 
e pubblicato in un 78 giri, come lato A e con nel retro il brano Church, I'm Fully Saved To-Day .

## Storia e significato
I've traveled foreign lands,

I've found nobody to tell me,

what is the soul of a man,

what is the soul of a man»
ho viaggiato in terre straniere,

Non ho trovato nessuno che mi dica,

che cosa è l'anima di un uomo,

cos'è l'anima di un uomo»
(Blind Willie Johnson, "Soul of a Man", 1930)

## Musicisti
- Blind Willie Johnson - voce, chitarra, arrangiamenti

## Altre versioni
- Eric Burdon
- Tom Waits
- David Jacobs
- Ramblin' Jack Elliott
- Son of Utah
- Bruce Cockburn

## Colonna sonora
- 2014, Steven Stern e  George Krikes inserito nella colonna sonora del film Son of God
- 2012, David Lindley - in un episodio della serie Hell on Wheels